# 新塞利夫卡 (圖利欽區)
48°46′1″N 29°3′46″E / 48.76694°N 29.06278°E
新塞利夫卡（烏克蘭語：Новоселівка）是位於烏克蘭西南部的村莊，由文尼察州圖利欽區的布拉茨拉夫市鎮負責管轄。該村始建於1662年，面積2.76平方公里，海拔高度178米，2001年人口454，人口密度每平方公里164.61人。